# Timo Tammemaa
Timo Tammemaa est un joueur estonien de volley-ball né le 18 novembre 1991 à Kuressaare. Il joue au poste de central. À partir de la saison 2020/2021, il joue en équipe de polonaise Asseco Resovia Rzeszów.

## Palmarès

### Clubs
Coupe d'Estonie:
- 2009, 2010, 2011, 2014, 2015

Ligue Schenker:
- 2010, 2011, 2014, 2016
- 2012

Championnat d'Estonie:
- 2010, 2011, 2013, 2015
- 2012, 2014

Championnat de France:
- 2017

Championnat de Belgique:
- 2018, 2019[2]

### Équipe nationale
Ligue Européenne:
- 2016, 2018